# Framlev Herred
Framlev Herred lå i Århus Amt. 
Herredet hørte i middelalderen til Åbosyssel, var et selvstændigt len fra 1588-1597 og fra 1660 blev det lagt til Skanderborg Amt. Fra 1794 blev det ændret til Århus Amt.
Ved oprettelsen af det Skanderborg Rytterdistrikt blev Framlev Herred nedlagt og skifteforretninger blev varetaget af regimentsskriveren og birkedommeren i Høver.
Framlev Herred grænser mod nord til Sabro
Herred , mod øst til Hasle og Ning Herred,
mod syd til Hjelmslev Herred og mod vest
til Gjern Herred. Gennem herredet løber
fra vest til øst Lyngbygård Å, som 
danner en del af østgrænsen, inden den ved Årslev Engsø
løber ud i Aarhus Å, som løber ved
sydøstgrænsen. 

## Sogne i Framlev Herred
- Borum Sogn – Aarhus Kommune
- Framlev Sogn – Aarhus Kommune
- Galten Sogn – Galten Kommune
- Harlev Sogn – Aarhus Kommune
- Sjelle Sogn – Galten Kommune
- Skivholme Sogn – Galten Kommune
- Skovby Sogn – Galten Kommune
- Skjørring Sogn – Galten Kommune
- Stjær Sogn – Galten Kommune
- Storring Sogn – Galten Kommune

## Eksterne kilder og henvisninger
- Framlev Herred i J.P. Trap: Kongeriget Danmark, udarbejdet af H. Weitemeyer (3. udgave, 5. bind, 1906)

56°9′22.53″N 9°58′56.82″Ø / 56.1562583°N 9.9824500°Ø